# Yue Jin
Yue Jin (159 – 218), (chinois traditionnel : 樂進 ; chinois simplifié : 乐进 ; pinyin : yuè jìn), originaire de Wei et fut un général militaire réputé pour sa petite stature mais aussi pour sa valeur et sa bravoure, il rejoint Cao Cao en 190. Il participa aux batailles contre Lü Bu, puis contre Liu Bei et reste connu pour avoir défendu le château de Hefei contre les forces de Sun Quan.
Il est l'un des cinq grands généraux du Wei, avec Zhang Liao, Xu Huang, Yu Jin, et Zhang He. Il servit sous les ordres de Cao Cao pendant la fin de la dynastie Han et sous le royaume Wei. 
Il est mort en 218, et reçut le titre posthume de « Marquis Grandiose » (廣昌亭侯 / 广昌亭侯).